# MixRadio
MixRadio était un service de musique streaming en ligne appartenant à Line.
Le service a été introduit par Nokia en 2011 sous le nom de Nokia Music pour Windows Phone en tant que successeur des précédents Nokia Music Store / Comes with Music / Ovi Music Store, basé sur la plate-forme LoudEye / On Demand Distribution.
Après l'acquisition de l'activité de téléphonie mobile de Nokia, le service a été brièvement entretenu par Microsoft Mobile Oy avant d'être venu à la compagnie coréenne Line Corporation en 2015. À la suite de l'acquisition, MixRadio a été étendu à Android et iOS en mai 2015.
Le 16 février 2016, Line a annoncé que MixRadio serait abandonnée, en citant « une évaluation minutieuse de la performance globale de la filiale » et « les défis financiers posés par le marché du streaming de musique ».